# Línea C-1 (Cercanías Madrid)
La línea C-1 de Cercanías de Madrid une la estación de Aeropuerto T4 con la estación de Chamartín-Clara Campoamor, contando su recorrido con un total de 4 estaciones. 
Esta línea circula por la nueva línea ferroviaria subterránea al aeropuerto de Madrid-Barajas.
Fue la primera en la que la megafonía de los trenes (serie 465 de Renfe conocida como Civia) anunciaba las estaciones tanto en español como en inglés, además de anunciar correspondencia con los servicios que Renfe ofrece en las estaciones de Chamartín y Atocha (trenes AVE, Larga Distancia y Media Distancia), incluyendo parte de la megafonía de los trenes MD 449 y 599, en concreto, la que dice tren con destino.

## Historia
La línea C-1 con el recorrido Príncipe Pío - Aeropuerto T4 se inaugura el 22 de septiembre de 2011, abriéndose al público al día siguiente, y al tiempo que se inaugura la nueva línea ferroviaria subterránea que, ramificándose a partir del tramo nordeste del ferrocarril de contorno de Madrid, acaba en la nueva Terminal 4 del aeropuerto Madrid-Barajas, en una estación intermodal que estaba construida desde la apertura de la terminal en febrero de 2006.
Desde 2008 hasta 2011 no existía ninguna línea con el nombre C-1, pues la anterior línea así denominada se había fusionado parcialmente con las líneas C-2 y C-4.
Cuando se creó la red de Cercanías Madrid, la línea C-1 discurría entre Cantoblanco Universidad (entonces Cantoblanco) y Atocha con el siguiente trazado:

- Cantoblanco
- Fuencarral
- Madrid-Chamartín
- Madrid-Nuevos Ministerios
- Madrid-Recoletos
- Madrid-Atocha Cercanías

En mayo de 1989 fue ampliada hasta Alcalá de Henares y en junio de 1991, intercambió su cabecera con la de la línea C-7, acabando en Vicálvaro
Pocos meses más tarde se prolongó al norte hasta Tres Cantos y en mayo de 1994 se prolongó hasta Coslada.
Con la apertura del Pasillo Verde Ferroviario renovado en verano de 1996 la línea se amplió permanentemente a Alcalá de Henares. Al poco tiempo se inauguró la estación de El Pozo entre Entrevías y Vallecas, y dos años más tarde, Entrevías cambió de nombre por Asamblea de Madrid-Entrevías al ubicar al lado dicha institución.
Ya en 2001, con la apertura del ramal de Alcobendas y San Sebastián de los Reyes se modificó el trazado de la línea C-1 llevándola por dicho ramal.
En 2004 dos trenes de esta línea que se dirigían a Alcobendas y San Sebastián de los Reyes fueron protagonistas en los atentados del 11 de marzo de 2004, un tren de la serie 446 en la estación de Atocha y un tren de la serie 450 en la estación de El Pozo.
A partir del 9 de julio de 2008, con la apertura del segundo túnel ferroviario entre las estaciones de Atocha-Cercanías y Chamartín, la línea desaparece como tal de la red, siendo sus servicios transferidos a la línea C-2, que contará con trenes Chamartín <> Guadalajara y Chamartín <> Alcalá de Henares y el recorrido que realiza entre Chamartín y Alcobendas quedará cubierto por la línea C-4.
El 16 de diciembre de 2015, los trenes empezaron a efectuar parada en Valdebebas, estación que ya llevaba tiempo terminada (desde la inauguración de la línea) pero no se abrió al público porque no había suficiente demanda. A pesar de que no estuviera abierta, los trenes anunciaban la parada de Valdebebas.
Desde el 5 de noviembre de 2018 esta línea en la práctica es una prolongación de la línea C-7, ya que los trenes de esta línea continúan al aeropuerto como C-1 a partir de Príncipe Pío.
Del 10 al 13 de octubre de 2024, por obras en el tramo Pozuelo - Atocha, permanecieron cerradas las estaciones de este tramo, por lo que los trenes estuvieron realizando el recorrido Atocha - Chamartín. El transbordo en Chamartín y la lanzadera al Aeropuerto T4 no se vieron afectados.
Desde el 6 de julio de 2024 se están realizando obras en la estación de Chamartín-Clara Campoamor, por lo que los trenes finalizan recorrido en esta estación y tienen que efectuar transbordo a trenes lanzadera los viajeros con destino Fuente de la Mora, Valdebebas y Aeropuerto T4. Los trenes de la línea C-10 también se ven afectados por estas obras. Este cambio se hizo definitivo el 15 de diciembre de 2024, considerándose línea C-1 solamente en el tramo entre Chamartín y Aeropuerto T4.
Del 8 de febrero al 6 de julio de 2025, por obras entre Chamartín y Aeropuerto T4 con el objetivo de llevar la Alta Velocidad al aeropuerto de Madrid-Barajas, se redujo la frecuencia de paso de 20 a 25 minutos. Tras las obras, el 7 de julio de 2025 se mejoró la frecuencia de paso, pasando a ser de 15 minutos.

## Material móvil
Esta línea es operada por trenes de la serie 465 (Civia) y de la serie 446.
Desde 2018 hasta 2024, momento en el cual operó como una prolongación de la línea C-7, se empezó a utilizar el material de dicha línea, como la serie 446 y la serie 450.
Desde el 15 de diciembre de 2024, la serie 450 dejó de circular por esta línea de forma regular.

## Frecuencias
La frecuencia media de paso de trenes de esta línea es de 15 minutos por sentido.

## Recorrido
Es la única línea de Cercanías Madrid que tiene su recorrido íntegro en el municipio de Madrid. Comienza en la estación de Aeropuerto T4, en el distrito de Barajas. Continúa por este distrito con la estación de Valdebebas y sigue por el distrito de Hortaleza con la estación de Fuente de la Mora, para terminar en Chamartín-Clara Campoamor. 
Conecta con:
- Línea C-2 en las estaciones de Fuente de la Mora y Chamartín-Clara Campoamor.
- Línea C-3 en la estación de Chamartín-Clara Campoamor.
- Línea C-4 en la estación de Chamartín-Clara Campoamor.
- Línea C-7 en la estación de Chamartín-Clara Campoamor.
- Línea C-8 en la estación de Chamartín-Clara Campoamor.
- Línea C-10 en la estación de Chamartín-Clara Campoamor.
- Metro de Madrid en las estaciones de Aeropuerto T4 y Chamartín-Clara Campoamor.
- Metro Ligero de Madrid en la estación de Fuente de la Mora.

## Estaciones
| Estación                  | Acc. | Enlaces                                        | Apertura                 | Distrito  | Notas |
| ------------------------- | ---- | ---------------------------------------------- | ------------------------ | --------- | ----- |
| Aeropuerto T4             |      |                                                | 22 de septiembre de 2011 | Barajas   |       |
| Valdebebas                |      |                                                | 16 de diciembre de 2015  | Barajas   |       |
| Fuente de la Mora         |      |                                                | 24 de marzo de 2011      | Hortaleza |       |
| Chamartín-Clara Campoamor |      | AVE, Larga Distancia y Media Distancia (Renfe) | 18 de julio de 1967      | Chamartín |       |